# Шерер, Одилиу Педру
Одилиу Педру Шерер (порт. Odilo Pedro Scherer; род. 21 сентября 1949, Серру-Ларгу, Риу-Гранди-ду-Сул, Бразилия) — бразильский кардинал. Титулярный епископ Нови и вспомогательный епископ Сан-Паулу с 28 ноября 2001 года по 21 марта 2007 года. Архиепископ Сан-Паулу с 21 марта 2007 года. Кардинал-священник с титулом церкви Сант-Андреа-аль-Квиринале с 24 ноября 2007 года.
Богословские взгляды Шерера рассматриваются как умеренные.

## Ранняя жизнь и священство
Одилиу Педру Шерер родился 21 сентября 1949 года, в Серру-Ларгу, Риу-Гранди-ду-Сул, и был сыном Эдвину и Франсишки (урождённой Стефенс) Шерер, и является дальним родственником покойного кардинала архиепископа Порту-Алегри Альфреду Шерера. Семья его отца происходит из Толая, мать также потомок немецких иммигрантов из Саара.
После посещения малой и большой семинарии в городе Куритиба, Шерер учился в Папском католическом университете Параны и Папском Григорианском университете (где он получил степень доктора священного богословия в 1991 году) в Риме. Он был рукоположён в священники 7 декабря 1976 года, архиепископом Каскавела Арманду Сириу, облатом.

## Профессор и куриальный сановник
Шерер служил директором и профессором в епархиальной семинарии Каскавела (1977—1978 годы), епархиальной семинарии в Толеду (1979—1982 годах, 1993 год), а также в Межъепархиальном теологическом центре Каскавела (порт. Centro Interdiocesano de Teologia de Cascavel) (1991—1993 годах).
Прежде исполнять пастырскую работу в Толеду с 1985 года по 1988 год, Шерер преподавал философию в Ciencias Humanas Арнальдо Busatto (1980—1985), и богословие в Институте Teológico VI-Паулу (1985 год). Затем он преподавал в Государственном университете Западного Парана (порт. Universidade Estadual do Oeste do Paraná) до 1994 года.
С 1994 года по 2001 год он был сотрудником Конгрегации по делам епископов в Римской курии, в то же время, действовал в качестве римского пастыря и капеллана в своё свободное время.

## Епископ и архиепископ
28 ноября 2001 года, отец Шерер был назначен вспомогательным епископом Сан-Паулу и титулярным епископом Нови. Он получил свою епископскую хиротонию 2 февраля 2002 года от кардинала Клаудиу Хуммеса, францисканца, которому помогали архиепископ-эмерит Арманду Сириу и епископ Толеду Ануар Баттисти выступающие в качестве соконсекраторами. Шерер был назначен генеральным секретарём бразильского епископской конференции в 2003 году.

## Кардинал
21 марта 2007 года Папа Бенедикт XVI назначил епископа Шерера седьмым архиепископом Сан-Паулу. Он сменил кардинала Хуммеса, который был назначен префектом Конгрегации по делам духовенства. Таким образом положил конец почти сорокалетнему руководству епархией францисканцами, перед Хуммесом, кардинал Паулу Эваристу Арнс был руководителем епархии в течение 28 лет.
Бразильский прелат сопровождал Папу Бенедикта XVI во время его визита в Бразилию в мае 2007 года, который был проведён в основном в его архиепархии Сан-Паулу, также выступил с речью на церемонии, которая отмечала приезд Папы.
17 октября 2007 года Папа объявил, что возведёт архиепископа в кардиналы. Шерер был введён в Коллегию кардиналов на консистории, в соборе Святого Петра, 24 ноября 2007 года он был утверждён кардиналом-священником титулярной церкви Сант-Андреа-аль-Квиринале.
12 июня 2008 года, в дополнение к своим основным обязанностям, кардинал Шерер был назначен Бенедиктом XVI членом Конгрегации по делам духовенства. 5 января 2011 года он был назначен одним из первых членов вновь созданного Папского совета по содействию новой евангелизации.
Кардинал Шерер, как полагали некоторые аналитики, мог быть папабилем и, по мнению многих, мог быть кандидатом, чтобы стать преемником Папы Бенедикта XVI.
Шерер подал прошение об отставке с поста архиепископа, как того требовали обстоятельства, когда ему исполнится 75 лет в сентябре 2024 года. Папа Франциск отклонил его, попросив его остаться еще на два года.

## Конклав 2013 года
На Конклаве 2013 года кардинал Шерер вошёл в список основных папабилей. Хотя Шерер и рассматривался как папабиль, но Конклав тем не менее избрал новым папой кардинала Хорхе Марио Бергольо.

## Конклав 2025 года
Участник Конклава 2025 года, где был избран папа Лев XIV.